# Louis Ier de Sancerre
Pour les articles homonymes, voir Louis Ier.
Louis Ier de Sancerre, né vers 1207 et mort en 1267, comte de Sancerre, fils du comte Guillaume Ier et de Marie de Charenton.

## Résumé de sa vie
Louis Ier hérite du titre de comte de Sancerre à la mort de son père Guillaume en Epire.

## Détails de sa vie
En novembre 1225, il est présent au Concile de Bourges réuni pour traiter de la question cathare.
En 1234, son cousin et suzerain Thibaut IV, comte de Champagne, vendit les hommages de Sancerre, mais aussi de Blois, à Louis IX.
Louis Ier et ses successeurs au Comté de Sancerre deviennent alors vassaux directs des rois de France.
Il se serait engagé le 1er septembre 1238 pour la Sixième croisade.
En 1254, le comte de Sancerre inflige une amende à Geoffroy de Vailly qui n'a pas répondu à une sommation de comparaître en sa cour à propos d'un fief mouvant du roi de France.
Louis Ier de Sancerre lui réclame l'énorme somme de 4 000 marcs d'argent, plus des terres rapportant 500 livres par an.
Il fait l'acquisition de la baronnie de Charenton de Guillaume de Courtenay, seigneur de Champignelle, auquel il délaissa en échange, la terre de la Ferté-Loupière ; ces deux seigneurs plaident ensemble au Parlement pour raison de cet échange en 1266,,.
Il se voit offrir la seigneurie de Meillant par son « demi frère » Guillaume de Chauvigny c. 1188-1233.

## Unions et descendance
En 1223, il épouse en premières noces, une nièce de sa belle-mère Eustachie, Blanche de Courtenay-Champignelles (née en 1217), dame de Bléneau et de Malicorne, fille de Robert Ier (1168-1239), seigneur de Champignelles-en-Puisaye. Devenu veuf en 1240, il se marie en 1250 avec Isabelle de Mayenne, fille de Juhel III, seigneur de Mayenne, et veuve de Dreux V de Mello.
Louis et Blanche eurent trois enfants:
- C1 Jean Ier de Sancerre, comte de Sancerre.
- C2 Robert de Sancerre, seigneur de Menetou-Salon, Soesmes et Nonancourt (1240-1300), d'où

1o Alix de Sancerre x Hugues de Mathefelon, et 
2o Louis I "Carbonel" de Sancerre, seigneur de Menetou-Salon (etc.) qui épouse Jeanne de Mornay, dame de Précy, de Sainte-Cire et de La Boissière d'où descendance.
- C3 Isabeau de Sancerre, dame de Précy et Menetou-Salon, qui épouse Gautier II, seigneur de Vignory.